# Bit più significativo

Rappresentazione binaria senza segno del numero decimale 149, con il bit più significativo (a sinistra) evidenziato.

In informatica il bit più significativo (in inglese msb, da most significant bit) è in un numero binario la posizione del bit che ha il valore più grande. Il bit più significativo è indicato alle volte come il bit più a sinistra nelle architetture "big-endian" per via della convenzione nella notazione posizionale di scrivere le cifre più significative a sinistra.
Il bit più significativo corrisponde anche al bit del segno di un numero binario con segno in notazione complemento a due o complemento a uno: "1" identifica un numero di segno negativo, "0" identifica un numero di segno positivo. Per esteso, i "bit più significativi" sono quelli la cui posizione è più vicina al bit più significativo (incluso).
La sigla inglese MSB, tutta in maiuscolo, indica il "most significant byte", il cui significato è simile a quello di msb: MSB indica il byte più significativo di un numero composto da più byte.

## Convenzioni
Quando ci si riferisce agli specifici bit di un numero binario è uso assegnare ad ogni bit un numero, partendo da 0 fino al numero di bit del numero meno 1 (es.: per un byte, composto da 8 bit, i bit sono numerati da 0 a 7). L'ordine dell'assegnazione può andare in entrambe le direzioni, a seconda del contesto. Questa è una delle ragioni per cui il bit più significativo è spesso usato per indicare il bit di più alto ordine invece che un numero di bit (situazione che può generare maggior confusione).